# マウスブルーダー

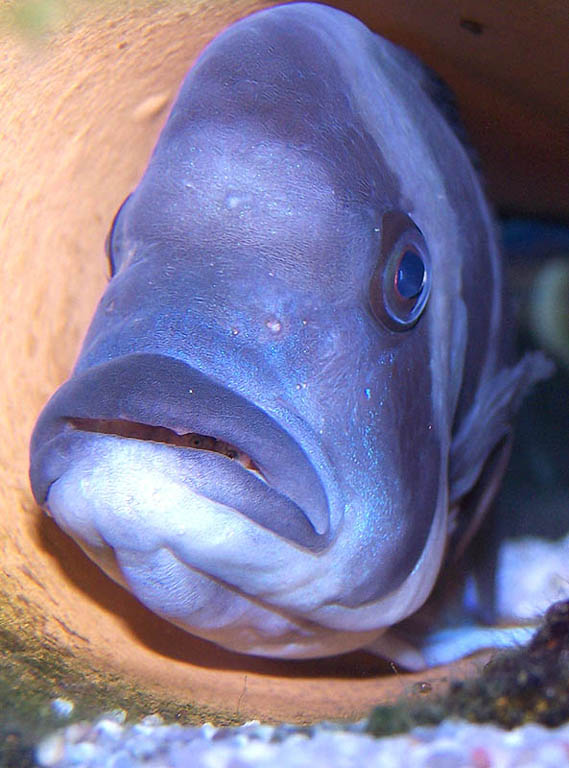
口内で稚魚を育てているメスのキフォティラピア・フロントーサ

マウスブルーダー (mouthbrooder) とは一定期間親が子を自らの口の中で育てる種類の生物のこと。またそのような形態をマウスブルーディング (mouth brooding) または口内保育と呼ぶ。両生類ではダーウィンハナガエルが代表的なマウスブルーダーとして知られる。魚類では淡水魚・海水魚問わず様々な種類の魚がそれぞれ異なる進化の過程で口内保育を行うようになり、その保育形態もいくつかのパターンに分かれる。

## 概要
一般に魚類や両生類では、小さく無防備な卵、仔稚魚の時期に他の動物に捕食されやすいため、親魚にまで成長できる個体数は限られる。ある程度以上の数の子孫を残すための繁殖戦略としては、できるだけ多くの無数の卵を産み散らかす方法（例：マンボウ）や、比較的少数の卵を産んで、それを親が守ったり世話をする方法（例：トミヨ、ディスカス）等がある。マウスブルーダーは後者の最も発達した例の一つである。口の中に卵があれば、外敵に卵を食べられる恐れはなく、仔魚になってからも、周辺に危険が迫ると口の中に隠れることで、捕食される確率は大幅に下がる。ただし、卵および子供の総量は親の口腔内部の大きさで制限される。また、親はその間の採餌が困難になる。
托卵する魚の中には仮親となるマウスブルーダーの卵に自身の卵を紛れ込ませて守らせ、そして仮親の稚魚を餌に成長していくものもいる。タンガニーカ湖に生息するシノドンティス・マルチプンクタータス (Synodontis multipunctatus) がその代表例である。

## 口内保育の形態
マウスブルーダーには、大きく分けて、
- 親魚が産卵された卵を口の中に入れ、口内で卵が孵化する種
- メスは石等の産卵基質に産卵するが、孵化した仔魚が親の口の中で育てられる種

などがある。
さらに口を使って稚魚を育てる親は、
- オスとメス両方の口内で区別なく育てる種
- オスメスどちらかの口内で育てる種
- オスメスの口内を交互に、あるいは時期を変えて移動する種

などがいる。

## 特殊な繁殖行動の例

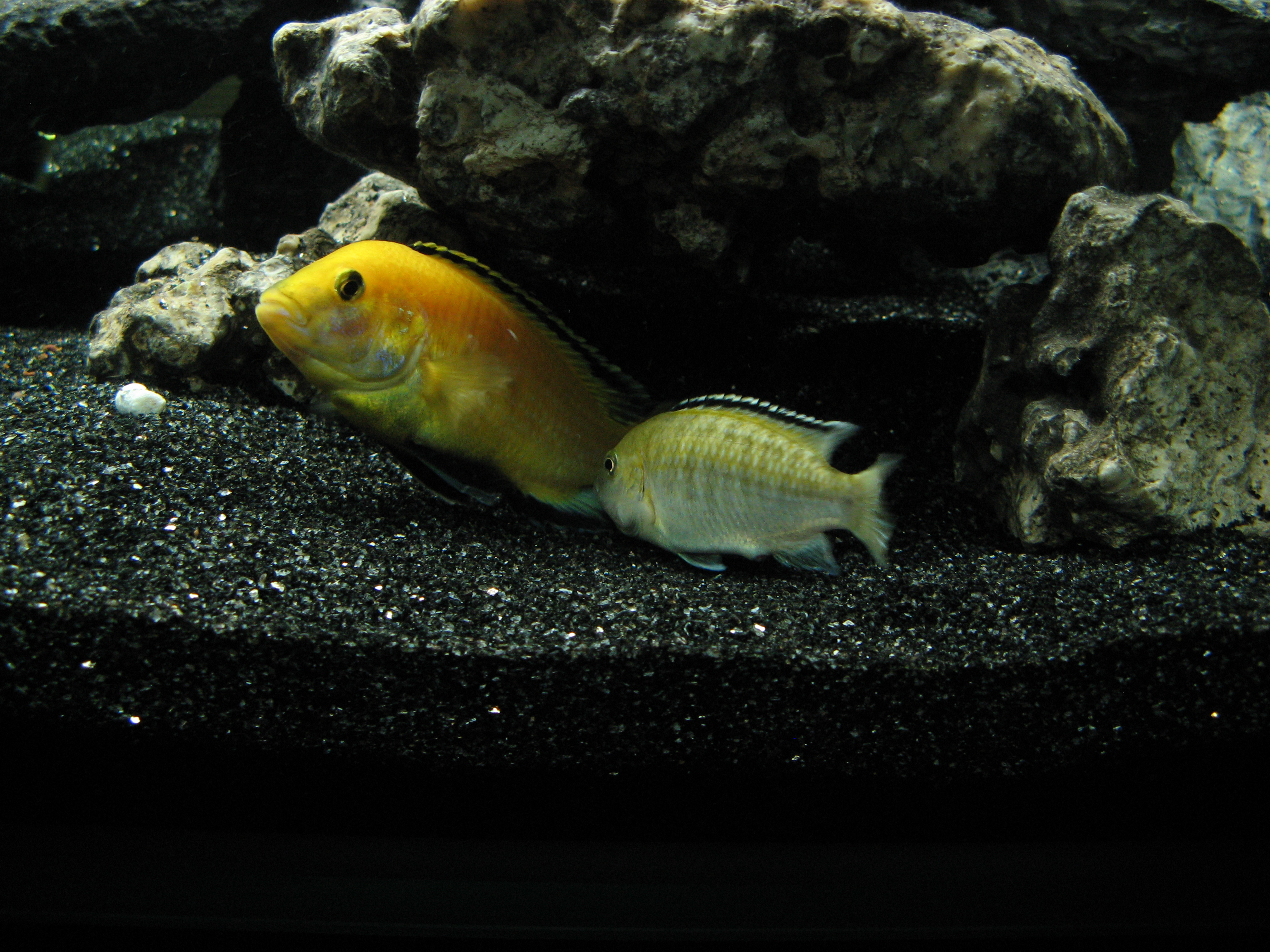
卵と誤信してエッグスポットに口を近づけるL. caeruleusのメス

マラウィ湖産のシクリッドの繁殖行動は、特徴的である。メスは産卵後、敵に狙われないよう、直ちに卵をくわえる。一方、ペアとなったオスはメスの眼前に自らの尻ひれをつきだす。この尻ひれには、「エッグスポット」と呼ばれる卵と同じような外見の斑点があり、メスはこれも卵と思い口にくわえようとする。このとき、オスは放精し受精が行われる。オスとメスは、この一連の行動をお互いがお互いを追いかけるように回転しながら行う。この行動は、ペアさえ形成されれば、水槽内でも容易に観察可能である。